# 2015-ös FIFA-klubvilágbajnokság
A 2015-ös FIFA-klubvilágbajnokság a klubvilágbajnokság 12. kiírása. A tornát december 10. és 20. között rendezték Japánban, amelyet a FIFA 2015 áprilisában választott ki. Az eseményen 7 klub vett részt. A klubvilágbajnokságot a spanyol Barcelona nyerte, története során harmadszor.

## A házigazda kiválasztása
2014-ben két időszakra, a 2015-2016-os és az azt követő 2017-2018-as tornák megrendezésére kellett benyújtani pályázatokat az érdeklődő országoknak.  A jelentkezés határideje 2014. március 30-a volt, míg a teljes körű dokumentumokat 2014. augusztus 25-ig kellett leadni. A FIFA végrehajtó bizottsága 2014 decemberében, Marokkóban döntött a helyszínekről, igaz ezek a következő két évi, 2015-2016-os eseményekről szóló határozatok voltak. India és Japán mutatott érdeklődést a rendezésre, előbbi ország azonban visszalépett a licittől 2014 novemberében.
2015 áprilisában hivatalosan is bejelentették, hogy Japán a következő két esemény házigazdája.

## Javasolt módosítások
Az Óceániai Labdarúgó-szövetség azt javasolta, hogy vezessék be a csoportkörös lebonyolítási formát, azaz lényegében a negyeddöntők eltörlését, ahelyett pedig két hármas csoportban játsszon három csapat (az AFC, CAF, CONCACAF, és OFC térségek képviselői), majd ezeknek győztese az elődöntőben mérkőzne a CONMEBOL és az UEFA által delegált klubbal. Ez lehetővé tenné, hogy minden résztvevő legalább két mérkőzést játszhasson. A javaslatot a 2014-es verseny után tárgyalták, azonban végül a meglevő formátum maradása mellett döntöttek.

## Részt vevő csapatok
| Csapat                       | Konföderáció | Kvalifikáció módja                               | Részvételek száma |
| ---------------------------- | ------------ | ------------------------------------------------ | ----------------- |
| Az elődöntőben csatlakozik   |              |                                                  |                   |
| FC Barcelona                 | UEFA         | A 2014–2015-ös UEFA-bajnokok ligája győztese     | 4                 |
| River Plate                  | CONMEBOL     | A 2015-ös Copa Libertadores győztese             | 1                 |
| A negyeddöntőben csatlakozik |              |                                                  |                   |
| Club América                 | CONCACAF     | A 2014–2015-ös CONCACAF-bajnokok ligája győztese | 2                 |
| Kuangcsou Evergrande         | AFC          | A 2015-ös AFC-bajnokok ligája győztese           | 2                 |
| TP Mazembe                   | CAF          | A 2015-ös CAF-bajnokok ligája győztese           | 3                 |
| A selejtezőben csatlakozik   |              |                                                  |                   |
| Auckland City                | OFC          | A 2014–2015-ös OFC-bajnokok ligája győztese      | 7                 |
| Sanfrecce Hirosima           | Házigazda    | A rendező ország 2015-ös bajnokságának győztese  | 1                 |

## Helyszín
2015. május 22-én a Nagai Stadiont Oszaka, és a  Jokohama Nemzeti Stadiont Jokohama városából választották ki a torna két helyszínéül.
| Oszaka                   | Jokohama                 |
| ------------------------ | ------------------------ |
| Nagai Stadion            | Jokohama Nemzeti Stadion |
| Befogadóképesség: 47,000 | Befogadóképesség: 72,327 |
|                          |                          |

## Játékvezetők
A tornán közreműködő játékvezetők névsora:
| Konföderáció    | Játékvezető    | Asszisztensek                                |
| --------------- | -------------- | -------------------------------------------- |
| AFC             | Alirezá Fagáni | Reza Sokhandan Mohammadreza Mansouri         |
| CAF             | Sidi Alioum    | Evarist Menkouande Elvis Guy Noupue Nguegoue |
| CONCACAF        | Joel Aguilar   | Juan Francisco Zumba Marvin César Torrentera |
| CONMEBOL        | Wilmar Roldán  | Alexander Guzmán Cristian Jairo de la Cruz   |
| OFC             | Matthew Conger | Simon Lount Tevita Makasini                  |
| UEFA            | Jonas Eriksson | Mathias Klasenius Daniel Warnmark            |
| Házigazda révén | Ryuji Sato     | Akane Yagi                                   |

## Keretek
Minden részt vevő klubnak 23 fős keretet kellett nevezni a tornára, ezekből három játékosnak kapusnak kell lennie. Cserére sérülés esetén az adott klub első mérkőzését megelőző 24 órában van lehetőség. A hivatalos kereteket (kivéve a később megnevezett házigazda esetében) 2015. november 30-ig kellett leadni.

## Lebonyolítás
A mérkőzéseket az egyenes kieséses rendszernek megfelelő szabályok szerint játszották, azaz, ha a rendes játékidő után döntetlen volt az eredmény, akkor kétszer tizenöt perces hosszabbítás következett. Ha ezután sem volt győztes, akkor büntetőpárbajban dőlt el a mérkőzés sorsa. Ez alól az ötödik- illetve a harmadik helyért játszott mérkőzések voltak a kivételek, ugyanis ezeken döntetlen esetén sincs hosszabbítás, azonnal büntetőpárbaj következett.

## Végeredmény
A tornán minden pozícióért játszottak helyosztót, kivétel ez alól a hetedik hely volt, ahol az a csapat végzett, amelyik a selejtezőn kiesett.
| Hely. | Csapat                        | M | Gy | D | V | G+ | G– | Gk | P |
| ----- | ----------------------------- | - | -- | - | - | -- | -- | -- | - |
| 1.    | Barcelona (UEFA)              | 2 | 2  | 0 | 0 | 6  | 0  | +6 | 6 |
| 2.    | River Plate (CONMEBOL)        | 2 | 1  | 0 | 1 | 1  | 3  | −2 | 3 |
| 3.    | Sanfrecce Hiroshima (AFC) (H) | 4 | 3  | 0 | 1 | 7  | 2  | +5 | 9 |
| 4.    | Kuangcsou Evergrande (AFC)    | 3 | 1  | 0 | 2 | 3  | 6  | −3 | 3 |
| 5.    | América (CONCACAF)            | 2 | 1  | 0 | 1 | 3  | 3  | 0  | 3 |
| 6.    | TP Mazembe (CAF)              | 2 | 0  | 0 | 2 | 1  | 5  | −4 | 0 |
| 7.    | Auckland City (OFC)           | 1 | 0  | 0 | 1 | 0  | 2  | −2 | 0 |